# Madeleine Sandig
Madeleine Sandig   (Frankfurt del Main, 12 d'agost de 1983) és una ciclista alemanya que competí en la ruta i en la pista. Fou professional del 2006 al 2010. Sandig va guanyar la contrarellotge individual sub-23 al Campionat d'Europa de carretera de 2005 després de quedar segona el 2004.

## Palmarès en ruta
- 2004
  -  Campiona d'Europa sub-23 en Contrarellotge
- 2012
  - Vencedora d'una etapa al Tour de Feminin-O cenu Českého Švýcarska

Fonts:

## Palmarès en pista
- 2006
  -  Campiona d'Alemanya en Puntuació
- 2009
  -  Campiona d'Alemanya en Persecució
- 2010
  -  Campiona d'Alemanya en Puntuació

Fonts:

## Referèncie
1. 1 2   «Madeleine Sandig». cyclingarchives.com [Consulta: 5 juliol 2013].
2. 1 2 3  «CycleBase» (en anglès britànic). [Consulta: 9 març 2025].
3. 1 2 3  «Cycling Museum - Madeleine SANDIG». [Consulta: 9 març 2025].
4. 1 2  «Madeleine Sandig» (en anglès). [Consulta: 9 març 2025].